# 고가 마코토
고가 마코토(古賀誠, 1940년 8월 5일~)는 일본의 정치인이다.

## 생애
후쿠오카현 야마토군 세타카정(지금의 미야마시)에서 태어났다. 2살이 되었을 때 제2차 세계 대전에 종군했던 아버지가 필리핀의 레이테섬에서 전사했다. 이후 어머니가 혼자서 고가를 키웠는데 고가는 그 모습을 보고 정치인을 꿈꾸게 되었다.
자유민주당 소속 중의원 의원이던 오니마루 가쓰유키의 비서를 거쳐 1980년 총선에 출마해 처음 당선됐다. 지역구는 후쿠오카현 제3구였으며 소선거구제로 바뀐 이후에는 후쿠오카현 제7구에서 정치 생활을 이어나가 정계를 은퇴할 때는 10선 의원이었다.
건설정무차관·자민당 건설부회장·중의원 건설위원장·자민당 총무국장을 거쳐 제2차 하시모토 내각이 출범한 1996년에 운수대신으로 첫 입각했다.
자민당의 명문 파벌인 굉지회 소속으로 의원 동기인 시라카와 가쓰히코와 함께 가토 고이치의 측근이었다. 하지만 2000년에 가토의 난이 발생하자 당시 간사장이던 노나카 히로무의 의향을 따라 반가토파로 돌아섰고 호리우치 미쓰오를 지지하며 굉지회를 이탈해 신재정연구회 결성에 앞장섰다. 그리고 노나카의 후임으로 자유민주당 간사장에 발탁됐다.
2001년 내각총리대신이 된 고이즈미 준이치로가 일본도로공단을 민영화하고자 하자 노나카·가메이 시즈카 등과 함께 격렬하게 반발하여 저항 세력을 대표하는 정치인이 되었다. 도로족의원이었던 고가는 도로특별재원의 일반재원화에도 반대했다. 고이즈미는 재무대신이나 외무대신 등 요직을 대가로 고가를 포섭하려는 시도도 했다.
2005년 우정 해산 당시에는 가메이·와타누키 다미스케 등과 함께 법안 반대 입장을 보였지만 중의원 본회의장 마지막 표결에서 직전에 퇴장하여 반대가 아니라 기권했다. 고가는 야당과 똑같은 행동을 할 수 없었기에 기권했다고 훗날 밝혔다. 이후 그 해에 있던 총선 땐 해명서를 제출하는 것으로 공천을 받아 당에 남을 수 있었고 당선에도 성공했지만 당내 영향력은 줄어들었다. 그리고 12월 도로족의원으로서 유력한 권력 기반이었던 도로조사회장직을 이시하라 노부테루에게 넘겨주었다.
2006년 2월 파벌내 반대파와 타협하는 형식으로 니와 유야와 함께 굉지회 공동 대표가 되었다. 다만 고이즈미가 사임을 밝힌 가운데 후임으로 유력시되던 아베 신조 지지 여부를 놓고 파벌내 주도권 다툼이 팽팽했다. 결국 고가는 가토의 후계자인 다니가키 사다카즈나 개인적인 친분이 깊던 아소 다로 대신 아베를 지지했다.
하지만 아베는 당선 이후 자신과 굉지회의 이념은 차이가 있다며 고가와 거리를 두었다. 반면 니와는 자유민주당 총무회장이 되었는데 관례에 따라 니와가 파벌을 잠시 이탈하자 고가는 니와·고가 공동 대표 체제를 고가 단독 대표 체제로 바꾸었다. 오타 세이이치 등 간부와 소장파 의원들의 지지를 얻은 고가는 당 선거대책위원장에 취임한 뒤에도 파벌의 실권을 계속 쥐었다.
고가는 자민당 후쿠오카현지부연합회장으로 있으면서 당세의 유지와 확대를 위해 노력했다. 하지만 2006년부터 잇따라 후쿠오카시장·기타큐슈시장 선거에서 패배하자 2007년 2월 연합회장직을 내놓았다. 후임은 하라다 요시아키였다.
9월 아베가 사의를 표명하면서 총재 선거가 실시되었다. 아소와 후쿠다 야스오가 입후보했는데 고가는 "후쿠다 선생 쪽이 정치 신조가 가깝다"라며 빠르게 후쿠다 지지를 표명한 뒤 야마사키 다쿠·다니가키 등과 함께 아소 포위망을 구성하는 중요한 역할을 맡았다. 덕분에 후쿠다는 손쉽게 총재 선거에서 승리했다. 후쿠다는 고가에게 총무회장직을 권했지만 고가는 선거대책위원장을 희망했고 후쿠다는 이를 승낙했다. 본래 당에서 선거를 총괄하는 자리는 간사장 산하의 선거대책총국장이었지만 후쿠다는 이 기회에 총재가 직접 선거를 관리할 수 있도록 당3역을 개편해 당4역으로 확장한 것이다. 고가는 선대위원장 취임 이유에 대해 "내가 적임자라고 생각했기 때문이다"라고 말했다. 하지만 2008년 7월 후쿠다가 사임 의사를 밝히자 총재 선거에서 아소가 유력하다고 판단해 아소 지지를 표명했다. 그 덕분에 고가는 아소가 당선된 뒤에도 선대위원장직을 지킬 수 있었다.
2009년 도쿄도의회 의원 선거를 앞두고 고가가 선대위원장으로서 실무를 맡았다. 하지만 각종 여론조사에서 자민당이 민주당보다 열세에 놓였고 2009년 안에 진행될 총선에도 빨간불이 켜졌다. 고가는 대중적인 인지도가 있던 유식자 등을 입후보시켜 여론몰이를 하고자 시도했다. 6월 23일 미야자키현지사 히가시코쿠바루 히데오에게 입후보를 요청했는데 히가시코쿠바루는 전국지사회가 주창한 지방분권개혁을 실시하고 자신을 자민당 총재 후보로 옹립한다면 출마 요청을 받아들이겠다고 말했다. 고가는 애매한 답변을 남겨 당내외로부터 많은 비판을 받았다.
결국 도의회 의원 선거에서 자민당은 민주당에게 원내1당의 지위를 빼앗기는 참패를 당했고 히가시코쿠바루도 지사회의 제언을 자민당이 받아들이지 않은 것을 이유로 총선에 불출마하겠다고 밝혔다. 고가는 도의회 의원 선거 패배에 대한 책임을 지고자 선대위원장직 사임을 발표했지만 아소는 중의원을 해산한 다음 날에 고가를 선거대책본부장 대리로 임명하여 사실상 유임시켰다.
8월에 진행된 총선에서 자민당은 유례가 없는 참패를 당했다. 고가는 후쿠오카현 제7구에 출마했는데 민주당에선 고가의 비서로 7년을 일하고 4선 야메시장을 지낸 노다 구니요시가 상대로 나섰다. 고가는 비례대표 중복입후보를 포기한 뒤 공명당으로부터 전면적인 협력을 얻어 승리하여 10선 의원이 되었다. 하지만 아소가 선거 참패를 이유로 사임하자 고가도 선대본부장 대리에서 물러났다.
이후에도 고가는 파벌 회장직을 유지하며 총재 선거에서 다니가키를 지지했다. 그런데 굉지회 소속의 오노데라 이쓰노리가 입후보를 모색하다가 고노 다로 지지로 선회하고 스가 요시히데는 아예 굉지회를 이탈하면서까지 고노 지지를 표명하여 고가의 리더십에 타격을 줬다.
민주당 정권이 3년 동안 우왕좌왕하자 2012년 무렵 자민당의 여당 복귀가 확실시되었다. 다니가키는 지방선거와 참의원 의원 선거 승리를 기반으로 총재 재선을 희망하며 고가에게 협력을 요청했다. 하지만 고가는 세대 교체를 주장하며 다니가키를 지지하지 않겠다고 표명했다. 결국 다니가키는 간사장 이시하라 노부테루의 출마를 이유로 총재 선거에 불출마했고 고가의 반응에 분노하여 굉지회를 이탈해 새로운 파벌인 유린회를 만들었다.
중의원이 해산된 2012년 11월 16일에 고가는 차기 총선 불출마를 선언했다. 다음 날에는 자신은 정계를 은퇴하고 지역구는 비서인 후지마루 사토시에게 물려주겠다고 발표했다. 파벌 회장직은 기시다 후미오에게 양도한 뒤 명예 회장이 되었다.
이후에도 어느 정도 정치적 영향력을 유지했지만 2020년 9월 말에 명예 회장직에서 사임하면서 완전히 정계를 떠났다. 2020년 총재 선거 당시 고가와 불화를 빚고 있던 아소는 기시다에게 고가와의 관계를 청산할 것을 요구했지만 기시다는 이를 받아들이기 힘들었다. 분노한 아소는 총재 선거 때 기시다가 아닌 스가를 지지했고 스가는 압도적인 표차로 당선됐다. 이는 파벌 내에서 기시다가 고가와의 관계를 정리해야 한다는 목소리를 불러일으켰고 고가가 기시다 정권을 실현하기 위해 리스크가 커진 것 같다며 스스로 사임했던 것이다.

## 역대 선거 결과
|  | 18.5% |

|  | 16.4% |

|  | 20.2% |

|  | 18.1% |

|  | 20.2% |

|  | 42.24% |

|  | 58.13% |

|  | 63.55% |

|  | 54.1% |

|  | 55.03% |